# Campeonato de Fútbol Playa de Oceanía 2011
El Campeonato de Fútbol Playa de Oceanía 2011 fue organizado por la OFC y se llevó a cabo del 23 al 26 de febrero de 2011. Este decidiría al equipo Campeón de Oceanía y que iría a competir a la Copa Mundial de la especialidad a celebrarse en Rávena, Italia en septiembre del mismo año. La justa fue llevada a cabo en el Estadio de Fútbol Playa Jardín de Paofai, en Papeete, el cual fue inaugurado para esta competición y fue la sede de la Copa Mundial de Fútbol Playa FIFA 2013 que se celebró en Tahití. El equipo local fue el ganador del torneo al imponerse sorpresivamente en la final al favorito de la región Islas Salomón y clasificarse por primera vez al Campeonato Mundial de la especialidad.

## Equipos participantes
Cuatro equipos habían confirmado su participación, pero solo 3 compitieron en la justa.
- Tahití
- Fiyi
- Islas Salomón
- Vanuatu (Retirado)

La selección de Vanuatu iba a competir en la justa, pero un ciclón asoló la región dejando varado al equipo en el aeropuerto, por tal motivo se decidió que se seguiría la competición sin esta selección.

## Etapa de grupos
El único grupo fue hecho con los 3 participantes, los cuales jugaron en sistema de todos contra todos y los 2 primeros lugares disputarían la final por el Campeonato y la Clasificación al Mundial.

### Grupo
| Equipo        | PJ | PG | PEN | PP | GF | GC | Dif | Pts |
| ------------- | -- | -- | --- | -- | -- | -- | --- | --- |
| Islas Salomón | 2  | 2  | 0   | 0  | 13 | 5  | +8  | 6   |
| Tahití        | 2  | 1  | 0   | 1  | 7  | 9  | -2  | 3   |
| Fiyi          | 2  | 0  | 0   | 2  | 9  | 15 | -6  | 0   |

| Fecha                 | Lugar   |               |                               | Resultado |                          |               |
| --------------------- | ------- | ------------- | ----------------------------- | --------- | ------------------------ | ------------- |
| 23 de febrero de 2011 | Papeete | Islas Salomón | Bandera de Islas Salomón      | 9:4       | Bandera de Fiyi          | Fiyi          |
| 24 de febrero de 2011 | Papeete | Tahití        | Bandera de Polinesia Francesa | 6:5       | Bandera de Fiyi          | Fiyi          |
| 25 de febrero de 2011 | Papeete | Tahití        | Bandera de Polinesia Francesa | 1:4       | Bandera de Islas Salomón | Islas Salomón |

## Final
| 26 de febrero de 2011, 12:30 | Islas Salomón           | 3 - 4   | Tahití                                    | Jardin de Paofai, Papeete,                              |                                                         |
|                              | Muri 1' · Naka 28', 32' | Reporte | Tepa 5' · Izal 8' · Bennett 9' · Amau 24' | Asistencia: 1 400 espectadores Árbitro(s): Rajnish Dave | Asistencia: 1 400 espectadores Árbitro(s): Rajnish Dave |

## Campeón
| Bandera de Polinesia Francesa |
| 1° Campeonato Tahití          |

## Premios
| Mejor Jugador (JMV)                  | Mejor Jugador (JMV) | Mejor Jugador (JMV) |
| ------------------------------------ | ------------------- | ------------------- |
| James Naka                           |                     |                     |
| Goleador(es)                         |                     |                     |
| James Naka, Robert Laua, Jo Dugucagi |                     |                     |
| 4 goles                              |                     |                     |
| Mejor Portero                        |                     |                     |
| Jonathan Torohia                     |                     |                     |
| Premio FIFA Fair Play                |                     |                     |
| Fiyi                                 |                     |                     |

## Equipos clasificados
| Bandera de Polinesia Francesa |
| Tahití                        |

## Estadísticas y tabla general
| Equipo | Equipo        | Pts | PJ | PG | PEN | PP | GF | GC | Dif | Rend |
| ------ | ------------- | --- | -- | -- | --- | -- | -- | -- | --- | ---- |
| 1      | Tahití        | 6   | 3  | 2  | 0   | 1  | 10 | 11 | -1  | 66%  |
| 2      | Islas Salomón | 6   | 3  | 2  | 0   | 1  | 15 | 8  | +7  | 66%  |
| 3      | Fiyi          | 0   | 2  | 0  | 0   | 2  | 9  | 15 | -6  | 80%  |